# قصر أسليم آيت عمو
قصر أسليم آيت عمو هو قصرٌ (قريةٌ محصنة) في المغرب، يقعُ في منطقة جهة درعة تافيلالت. تبلغ مساحته 0.43 هكتار.